# Badr Abdelatty

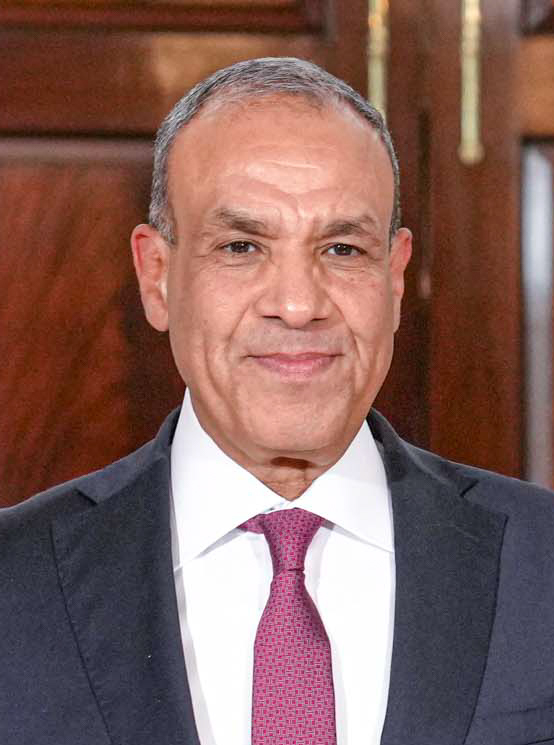
Badr Abdelatty, 2025

Badr Ahmed Mohamed Abdelatty (arabisch بدر عبد العاطي, DMG Badr ʿAbd al-ʿĀṭī; * 8. Februar 1966 in Assiut) ist ein ägyptischer Diplomat und seit 3. Juli 2024 Außenminister Ägyptens im Kabinett von Mustafa Madbuli.

## Leben
Er studierte an der Universität Kairo politische Wissenschaften und erwarb dort 1987 einen Bachelor of Arts. 1989 war er am Al-Ahram-Zentrum für Politische und Strategische Studien in Kairo als wissenschaftlicher Mitarbeiter tätig. Er trat 1989 in den Dienst des ägyptischen Außenministeriums ein und arbeitete dort bis 1991 als Attaché. Von 1991 bis 1995 war er als Dritter Sekretär in der ägyptischen Botschaft in Israel in Tel Aviv eingesetzt und war dort für innenpolitische Angelegenheiten Israels und den Nahost-Friedensprozess zuständig. Er wechselte 1995 als Zweiter Sekretär wieder nach Kairo in das Außenministerium. Er wirkte dort im Büro des stellvertretenden Außenministers für regionale wirtschaftliche Zusammenarbeit im Nahen Osten. Im Jahr 1996 gehörte er der ägyptischen Delegation zur Wirtschaftskonferenz für den Nahen und Mittleren Osten sowie Nordafrika in Kairo an. Im gleichen Jahr erwarb er an der Universität Kairo den Master of Arts in Internationale Beziehungen, wobei er sich mit der ägyptischen Außenpolitik in der Palästinafrage befasste.
1997 ging er als zweiter Sekretär an die Botschaft in Japan in Tokio und war dort zuständig für afrikanische Angelegenheiten, den Nahost-Friedensprozess und den Iran. 2001 wurde er erster Sekretär im Kabinett des ägyptischen Außenministers und war dort wieder für afrikanische Angelegenheiten und den Nahost-Friedensprozess eingesetzt. 2003 wirkte er auch als Dozent an der Nasser-Militärakademie in Kairo. Zugleich machte er seinen Ph.D. in internationalen Beziehungen an der Universität Kairo.
2003 wurde er politischer Botschaftsrat in der Botschaft in Washington, D.C. in den Vereinigten Staaten. Sein Arbeitsgebiet waren Angelegenheiten Afrikas und des Kongresses der Vereinigten Staaten.
2007 wurde er Leiter der Palästina-Abteilung im ägyptischen Außenministerium, bis er 2008 als stellvertretender Missionschef an die ägyptische Botschaft in Brüssel ging. 2012 wurde er stellvertretender Außenminister mit dem Zuständigkeitsbereich Europäische Union, Westeuropa und die Union für die Nationale Koordinierung im Mittelmeerraum. Im Juni 2013 wurde er auch Sprecher des Außenministeriums.
Im September 2015 wurde er ägyptischer Botschafter in Deutschland. In seiner Zeit als Botschafter in Deutschland trat er öffentlich mit Kritik an Human Rights Watch und Amnesty International hervor, denen er ein Leben im Elfenbeinturm und fehlende Glaubwürdigkeit vorwarf. Die Organisationen hatten die Menschenrechtslage in Ägypten kritisiert.
Im Oktober 2019 wurde Khaled Galal Abdelhamid sein Nachfolger als Botschafter in Deutschland.

## Persönliches
Badr Abdelatty ist verheiratet und Vater von drei Kindern. Er spricht neben Arabisch auch Englisch und Französisch.

## Veröffentlichungen
- Ägypten und die Palästinensische Einheit: Eine Studie zur ägyptischen Sicht auf die Palästinensische Selbstverwaltung, in arabischer Sprache, Al-Ahram-Zentrum für Politische und Strategische Studien, Kairo, 1997.
- Die Evolution der Japanisch-Israelischen Beziehungen: 1948–2003, Al Siyassa Al-Dawlia Quarterly, Band 153, Juli 2003, Al-Ahram-Zentrum für Politische und Strategische Studien, Kairo.
- Die Japanische Außenpolitik gegenüber dem arabisch-israelischen Friedensprozess, in arabischer Sprache, Al-Ahram-Zentrum für Politische und Strategische Studien, Kairo, 2003.

Außerdem veröffentlichte er von 1988 bis 2000 diverse Artikel zu außenpolitischen Themen in Al Siyassa Al Dawliya.